# Lijst van Franse ministers van Justitie
De minister van Justitie van Frankrijk (Frankrijk: Ministre de la Justice de France) maakt deel uit van de Franse regering. Hieronder volgt een lijst van ministers van Justitie vanaf de stichting van de Derde Franse Republiek in 1870.
De minister van Justitie van Frankrijk draagt ook de titel Grootzegelbewaarder (Garde des Sceaux).
De huidige minister van Justitie en Grootzegelbewaardster is François Bayrou (Mouvement démocrate).

## Lijst van ministers van Justitie

### Derde Franse Republiek(1870-1940)/Vichy-Frankrijk(1940-1944)

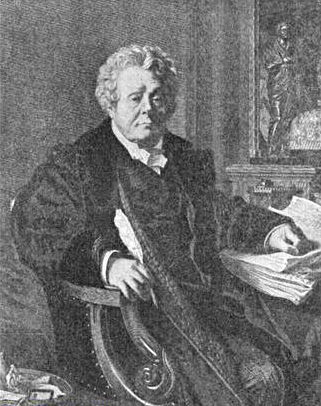
Adolphe Crémieux

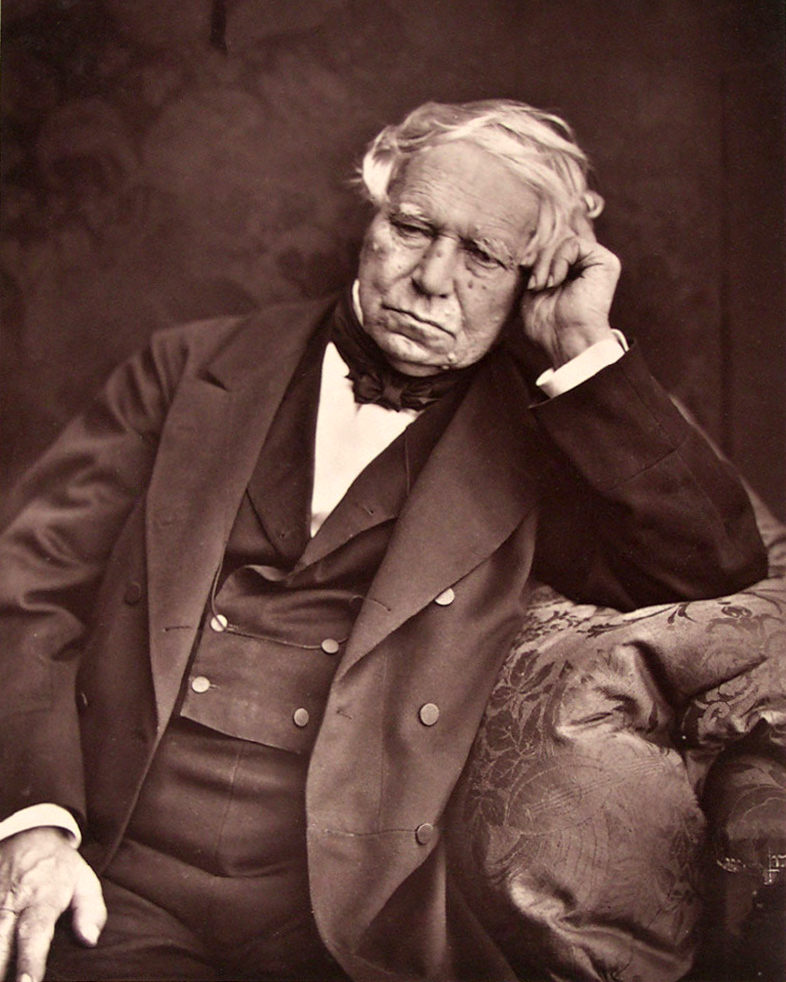
Jules Dufaure

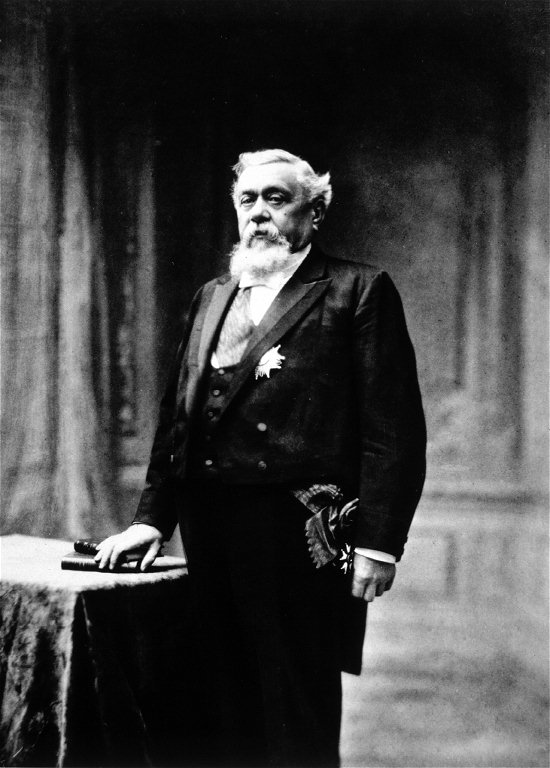
Armand Fallières

| Minister                      | Begin ambtstermijn | Einde ambtstermijn |
| ----------------------------- | ------------------ | ------------------ |
| Adolphe Crémieux              | 4 september 1870   | 19 februari 1871   |
| Jules Dufaure                 | 19 februari 1871   | 25 mei 1873        |
| Jean Ernoul                   | 25 mei 1873        | 26 november 1873   |
| Octave Depeyre                | 26 november 1873   | 22 mei 1874        |
| Adrien Tailhand               | 22 mei 1874        | 10 maart 1875      |
| Jules Dufaure                 | 10 maart 1875      | 12 december 1876   |
| Louis Martel                  | 12 december 1876   | 17 mei 1877        |
| Albert, duc de Broglie        | 17 mei 1877        | 23 november 1877   |
| François Le Pelletier         | 23 november 1877   | 13 december 1877   |
| Jules Dufaure                 | 13 december 1877   | 4 februari 1879    |
| Philippe Le Royer             | 4 februari 1879    | 28 december 1879   |
| Jules Cazot                   | 28 december 1879   | 30 januari 1882    |
| Gustave Humbert               | 30 januari 1882    | 7 augustus 1882    |
| Paul Devès                    | 7 augustus 1882    | 21 februari 1883   |
| Félix Martin-Feuillée         | 21 februari 1883   | 6 april 1885       |
| Henri Brisson                 | 6 april 1885       | 7 januari 1886     |
| Charles Demôle                | 7 januari 1886     | 11 december 1886   |
| Ferdinand Sarrien             | 11 december 1886   | 30 mei 1887        |
| Charles Mazeau                | 30 mei 1887        | 30 november 1887   |
| Armand Fallières              | 30 november 1887   | 3 april 1888       |
| Jean-Baptiste Ferrouillat     | 3 april 1888       | 5 februari 1889    |
| Edmond Guyot-Dessaigne        | 5 februari 1889    | 22 februari 1889   |
| François Thévenet             | 22 februari 1889   | 17 maart 1890      |
| Armand Fallières              | 17 maart 1890      | 27 februari 1892   |
| Louis Ricard                  | 27 februari 1892   | 6 december 1892    |
| Léon Bourgeois                | 6 december 1892    | 12 maart 1893      |
| Jules Develle                 | 12 maart 1893      | 13 maart 1893      |
| Léon Bourgeois                | 13 maart 1893      | 4 april 1893       |
| Eugène Guérin                 | 4 april 1893       | 3 december 1893    |
| Antonin Dubost                | 3 december 1893    | 30 mei 1894        |
| Eugène Guérin                 | 30 mei 1894        | 26 januari 1895    |
| Ludovic Trarieux              | 26 januari 1895    | 1 november 1895    |
| Louis Ricard                  | 1 november 1895    | 29 april 1896      |
| Jean-Baptiste Darlan          | 29 april 1896      | 2 december 1897    |
| Victor Milliard               | 2 december 1897    | 28 juni 1898       |
| Ferdinand Sarrien             | 28 juni 1898       | 1 november 1898    |
| Georges Lebret                | 1 november 1898    | 22 juni 1899       |
| Ernest Monis                  | 22 juni 1899       | 7 juni 1902        |
| Ernest Vallé                  | 7 juni 1902        | 24 januari 1905    |
| Joseph Chaumié                | 24 januari 1905    | 14 maart 1906      |
| Ferdinand Sarrien             | 14 maart 1906      | 25 oktober 1906    |
| Edmond Guyot-Dessaigne        | 25 oktober 1906    | 31 december 1907   |
| Aristide Briand               | 4 januari 1908     | 24 juli 1909       |
| Louis Barthou                 | 24 juli 1909       | 3 november 1910    |
| Théodore Girard               | 3 november 1910    | 2 maart 1911       |
| Antoine Perrier               | 2 maart 1911       | 27 juni 1911       |
| Jean Cruppi                   | 27 juni 1911       | 14 januari 1912    |
| Aristide Briand               | 14 januari 1912    | 21 januari 1913    |
| Louis Barthou                 | 21 januari 1913    | 22 maart 1913      |
| Antony Ratier                 | 22 maart 1913      | 9 december 1913    |
| Jean-Baptiste Bienvenu-Martin | 9 december 1913    | 9 juni 1914        |
| Alexandre Ribot               | 9 juni 1914        | 13 juni 1914       |
| Jean-Baptiste Bienvenu-Martin | 13 juni 1914       | 26 augustus 1914   |
| Aristide Briand               | 26 augustus 1914   | 29 oktober 1915    |
| René Viviani                  | 29 oktober 1915    | 12 september 1917  |
| Raoul Péret                   | 12 september 1917  | 16 november 1917   |
| Louis Nail                    | 16 november 1917   | 20 januari 1920    |
| Gustave L'Hopiteau            | 20 januari 1920    | 16 januari 1921    |
| Laurent Bonnevay              | 16 januari 1921    | 15 januari 1922    |
| Louis Barthou                 | 15 januari 1922    | 5 oktober 1922     |
| Maurice Colrat                | 5 oktober 1922     | 29 maart 1924      |
| Edmond Lefebvre du Prey       | 29 maart 1924      | 9 juni 1924        |
| Antony Ratier                 | 9 juni 1924        | 14 juni 1924       |
| René Renoult                  | 14 juni 1924       | 17 april 1925      |
| Théodore Steeg                | 17 april 1925      | 11 oktober 1925    |
| Anatole de Monzie             | 11 oktober 1925    | 29 oktober 1925    |
| Camille Chautemps             | 29 oktober 1925    | 28 november 1925   |
| René Renoult                  | 28 november 1925   | 9 maart 1926       |
| Pierre Laval                  | 9 maart 1926       | 19 juli 1926       |
| Maurice Colrat                | 19 juli 1926       | 23 juli 1926       |
| Louis Barthou                 | 23 juli 1926       | 3 november 1929    |
| Lucien Hubert                 | 3 november 1929    | 21 februari 1930   |
| Théodore Steeg                | 21 februari 1930   | 2 maart 1930       |
| Raoul Péret                   | 2 maart 1930       | 17 november 1930   |
| Henry Chéron                  | 17 november 1930   | 27 januari 1931    |
| Léon Bérard                   | 27 januari 1931    | 20 februari 1932   |
| Paul Reynaud                  | 20 februari 1932   | 3 juni 1932        |
| René Renoult                  | 3 juni 1932        | 18 december 1932   |
| Abel Gardey                   | 18 december 1932   | 31 januari 1933    |
| Eugène Penancier              | 31 januari 1933    | 26 oktober 1933    |
| Albert Dalimier               | 26 oktober 1933    | 26 november 1933   |
| Eugène Raynaldy               | 26 november 1933   | 27 januari 1934    |
| Eugène Penancier              | 27 januari 1934    | 9 februari 1934    |
| Henry Chéron                  | 9 februari 1934    | 15 oktober 1934    |
| Henry Lémery                  | 15 oktober 1934    | 8 november 1934    |
| Georges Pernot                | 8 november 1934    | 7 juni 1935        |
| Léon Bérard                   | 7 juni 1935        | 4 juni 1936        |
| Marc Rucart                   | 4 juni 1936        | 22 juni 1937       |
| Vincent Auriol                | 22 juni 1937       | 18 januari 1938    |
| César Campinchi               | 18 januari 1938    | 13 maart 1938      |
| Marc Rucart                   | 13 maart 1938      | 10 april 1938      |
| Paul Reynaud                  | 10 april 1938      | 1 november 1938    |
| Paul Marchandeau              | 1 november 1938    | 13 september 1939  |
| Georges Bonnet                | 13 september 1939  | 21 maart 1940      |
| Albert Sérol                  | 21 maart 1940      | 16 juni 1940       |
| Charles Frémicourt            | 16 juni 1940       | 12 juli 1940       |
| Raphaël Alibert               | 12 juli 1940       | 27 januari 1941    |
| Joseph Barthélemy             | 27 januari 1941    | 26 maart 1943      |
| Maurice Gabolde               | 26 maart 1943      | 19 augustus 1944   |

### Vrije Fransen(1941-1944)

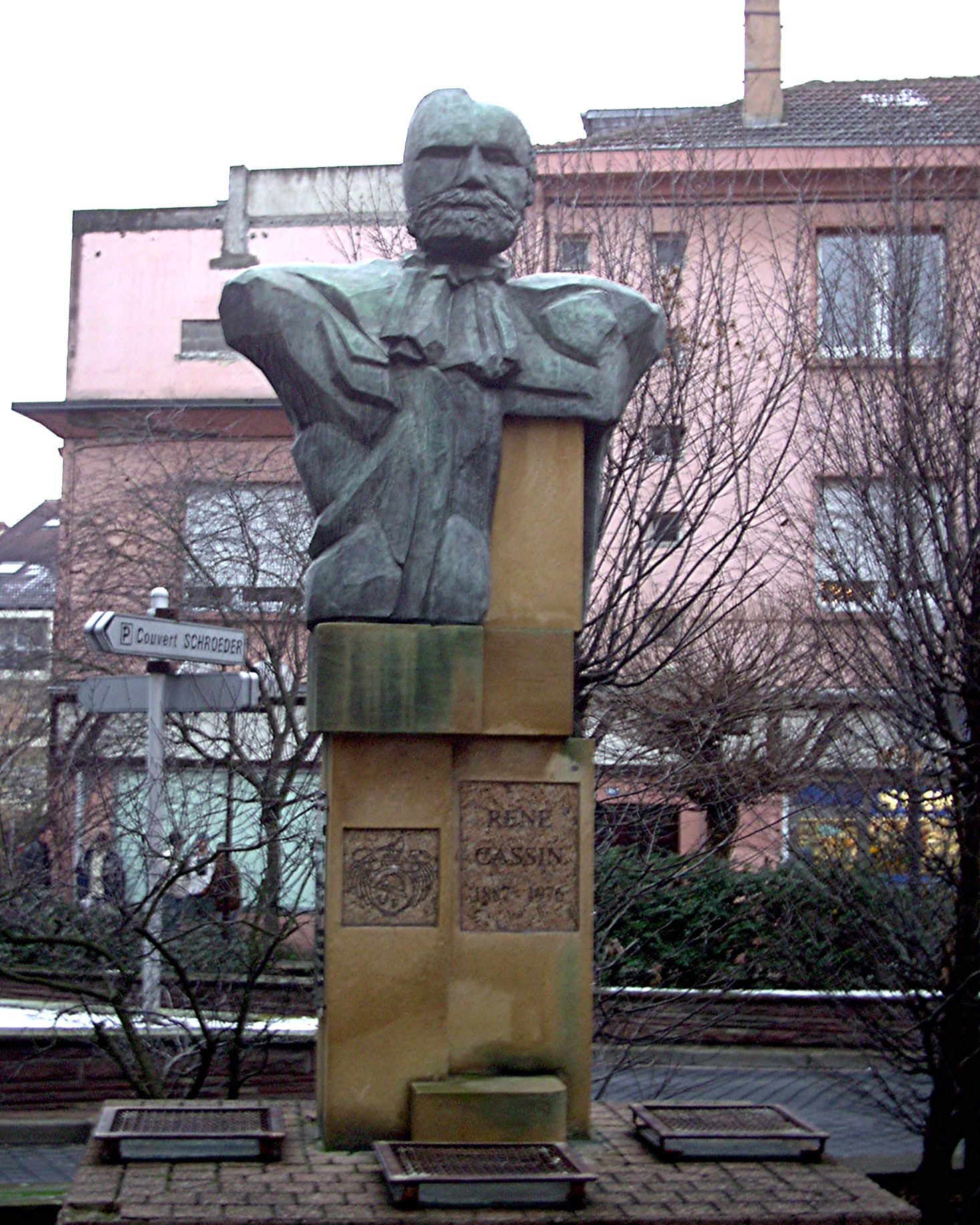
René Cassin

| Commissaris         | Begin ambtstermijn | Einde ambtstermijn |
| ------------------- | ------------------ | ------------------ |
| René Cassin         | 24 september 1941  | 7 juni 1943        |
| Jules Abadie        | 7 juni 1943        | 4 september 1943   |
| François de Menthon | 4 september 1943   | 10 september 1944  |

### Voorlopige Regering (1944-1946)/Vierde Franse Republiek(1946-1958)/Vijfde Franse Republiek(1958-heden)
| Minister                       | Begin ambtstermijn | Einde ambtstermijn |
| ------------------------------ | ------------------ | ------------------ |
| François de Menthon            | 10 september 1944  | 30 mei 1945        |
| Pierre-Henri Teitgen           | 30 mei 1945        | 18 december 1946   |
| Paul Ramadier                  | 18 december 1946   | 22 januari 1947    |
| André Marie                    | 22 januari 1947    | 26 juli 1948       |
| Robert Lecourt                 | 26 juli 1948       | 11 september 1948  |
| André Marie                    | 11 september 1948  | 13 februari 1949   |
| Robert Lecourt                 | 13 februari 1949   | 28 oktober 1949    |
| René Mayer                     | 28 oktober 1949    | 11 augustus 1951   |
| Edgar Faure                    | 11 augustus 1951   | 20 januari 1952    |
| Léon Martinaud-Deplat          | 20 januari 1952    | 28 juni 1953       |
| Paul Ribeyre                   | 28 juni 1953       | 19 juni 1954       |
| Émile Hugues                   | 19 juni 1954       | 3 september 1954   |
| Jean-Michel Guérin de Beaumont | 3 september 1954   | 20 januari 1955    |
| Emmanuel Temple                | 20 januari 1955    | 23 februari 1955   |
| Robert Schuman                 | 23 februari 1955   | 1 februari 1956    |
| François Mitterrand            | 1 februari 1956    | 13 juni 1957       |
| Édouard Corniglion-Molinier    | 13 juni 1957       | 6 november 1957    |
| Robert Lecourt                 | 6 november 1957    | 1 juni 1958        |
| Michel Debré                   | 1 juni 1958        | 8 januari 1959     |

## Ministers van Justitie (1959–heden)
| Minister van Justitie Ministre de la Justice | Minister van Justitie Ministre de la Justice | Minister van Justitie Ministre de la Justice | Ambtstermijn                | Ambtstermijn      | Partij(en)    | Premier(s)                         | Kabinet(en)        | Overige functie(s) |
| -------------------------------------------- | -------------------------------------------- | -------------------------------------------- | --------------------------- | ----------------- | ------------- | ---------------------------------- | ------------------ | ------------------ |
|                                              | Edmond Michelet                              | Edmond Michelet (1899–1970)                  | 8 januari 1959              | 24 augustus 1961  | UNR           | Michel Debré (1959–1962)           | Debré              |                    |
|                                              |                                              | Bernard Chenot (1909–1995)                   | 24 augustus 1961            | 14 april 1962     | DVD           | Michel Debré (1959–1962)           | Debré              |                    |
|                                              | Jean Foyer                                   | Jean Foyer (1921–2008)                       | 14 april 1962               | 7 april 1967      | UNR           | Georges Pompidou (1962–1968)       | Pompidou I         |                    |
| Pompidou II                                  | Jean Foyer                                   | Jean Foyer (1921–2008)                       | 14 april 1962               | 7 april 1967      | UNR           | Georges Pompidou (1962–1968)       |                    |                    |
| Pompidou III                                 | Jean Foyer                                   | Jean Foyer (1921–2008)                       | 14 april 1962               | 7 april 1967      | UNR           | Georges Pompidou (1962–1968)       |                    |                    |
|                                              |                                              | Louis Joxe (1901–1991)                       | 7 april 1967                | 31 mei 1968       | UDR           | Georges Pompidou (1962–1968)       | Pompidou IV        |                    |
|                                              | René Capitant                                | René Capitant (1901–1970)                    | 31 mei 1968                 | 28 april 1969     | UDR           | Georges Pompidou (1962–1968)       | Pompidou IV        |                    |
|                                              |                                              | Jean-Marcel Jeanneney (1910–2010)            | 28 april 1969               | 20 juni 1969      | UDR           | Georges Pompidou (1962–1968)       | Pompidou IV        |                    |
|                                              | René Pleven                                  | René Pleven (1901–1993)                      | 20 juni 1969                | 5 april 1973      | CDP           | Jacques Chaban- Delmas (1969–1972) | Chaban- Delmas     |                    |
| Pierre Messmer (1972–1974)                   | René Pleven                                  | René Pleven (1901–1993)                      | 20 juni 1969                | 5 april 1973      | CDP           | Messmer I                          |                    |                    |
| Pierre Messmer (1972–1974)                   |                                              | Jean Taittinger                              | Jean Taittinger (1923–2012) | 5 april 1973      | 27 mei 1974   | UDR                                | Messmer II         |                    |
| Pierre Messmer (1972–1974)                   | Messmer III                                  | Jean Taittinger                              | Jean Taittinger (1923–2012) | 5 april 1973      | 27 mei 1974   | UDR                                |                    |                    |
|                                              | Jean Lecanuet                                | Jean Lecanuet (1920–1993)                    | 27 mei 1974                 | 26 augustus 1976  | CD            | Jacques Chirac (1974–1976)         | Chirac I           |                    |
|                                              | Olivier Guichard                             | Olivier Guichard (1920–2004)                 | 26 augustus 1976            | 30 maart 1977     | RPR           | Raymond Barre (1976–1981)          | Barre I            | Minister van Staat |
|                                              | Alain Peyrefitte                             | Alain Peyrefitte (1925–1999)                 | 30 maart 1977               | 21 mei 1981       | RPR           | Raymond Barre (1976–1981)          | Barre II           |                    |
| Barre III                                    | Alain Peyrefitte                             | Alain Peyrefitte (1925–1999)                 | 30 maart 1977               | 21 mei 1981       | RPR           | Raymond Barre (1976–1981)          |                    |                    |
|                                              | Maurice Faure                                | Maurice Faure (1922–2014)                    | 21 mei 1981                 | 22 juni 1981      | PRG           | Pierre Mauroy (1981–1984)          | Mauroy I           |                    |
|                                              | Robert Badinter                              | Robert Badinter (1928)                       | 22 juni 1981                | 19 februari 1986  | PS            | Pierre Mauroy (1981–1984)          | Mauroy II          |                    |
| Mauroy III                                   | Robert Badinter                              | Robert Badinter (1928)                       | 22 juni 1981                | 19 februari 1986  | PS            | Pierre Mauroy (1981–1984)          |                    |                    |
| Laurent Fabius (1984–1986)                   | Robert Badinter                              | Robert Badinter (1928)                       | 22 juni 1981                | 19 februari 1986  | PS            | Fabius                             |                    |                    |
| Laurent Fabius (1984–1986)                   |                                              |                                              | Michel Crépeau (1930–1999)  | 19 februari 1986  | 20 maart 1986 | Fabius                             | PS                 |                    |
|                                              |                                              | Albin Chalandon (1920–2020)                  | 20 maart 1986               | 10 mei 1988       | RPR           | Jacques Chirac (1986–1988)         | Chirac II          |                    |
|                                              |                                              | Pierre Arpaillange (1924–2017)               | 10 mei 1988                 | 1 oktober 1990    | DVG           | Michel Rocard (1988–1991)          | Rocard I           |                    |
| Rocard II                                    |                                              | Pierre Arpaillange (1924–2017)               | 10 mei 1988                 | 1 oktober 1990    | DVG           | Michel Rocard (1988–1991)          |                    |                    |
|                                              | Henri Nallet                                 | Henri Nallet (1939)                          | 1 oktober 1990              | 2 april 1992      | PS            | Michel Rocard (1988–1991)          |                    |                    |
| Édith Cresson (1991–1992)                    | Henri Nallet                                 | Henri Nallet (1939)                          | 1 oktober 1990              | 2 april 1992      | PS            | Cresson                            |                    |                    |
|                                              | Michel Vauzelle                              | Michel Vauzelle (1944)                       | 2 april 1992                | 29 maart 1993     | PS            | Pierre Bérégovoy (1992–1993)       | Bérégovoy          |                    |
|                                              | Pierre Méhaignerie                           | Pierre Méhaignerie (1939)                    | 29 maart 1993               | 17 mei 1995       | UDF           | Édouard Balladur (1993–1995)       | Balladur           | Minister van Staat |
|                                              | Jacques Toubon                               | Jacques Toubon (1941)                        | 17 mei 1995                 | 3 juni 1997       | RPR           | Alain Juppé (1995–1997)            | Juppé I            |                    |
| Juppé II                                     | Jacques Toubon                               | Jacques Toubon (1941)                        | 17 mei 1995                 | 3 juni 1997       | RPR           | Alain Juppé (1995–1997)            |                    |                    |
|                                              | Élisabeth Guigou                             | Élisabeth Guigou (1946)                      | 3 juni 1997                 | 18 oktober 2000   | PS            | Lionel Jospin (1997–2002)          | Jospin             |                    |
|                                              | Marylise Lebranchu                           | Marylise Lebranchu (1947)                    | 18 oktober 2000             | 6 mei 2002        | PS            | Lionel Jospin (1997–2002)          | Jospin             |                    |
|                                              | Dominique Perben                             | Dominique Perben (1945)                      | 6 mei 2002                  | 31 mei 2005       | RPR (2002)    | Jean-Pierre Raffarin (2002–2005)   | Raffarin I         |                    |
| UMP (2002–05)                                | Dominique Perben                             | Dominique Perben (1945)                      | 6 mei 2002                  | 31 mei 2005       | Raffarin II   | Jean-Pierre Raffarin (2002–2005)   |                    |                    |
| UMP (2002–05)                                | Dominique Perben                             | Dominique Perben (1945)                      | 6 mei 2002                  | 31 mei 2005       | Raffarin III  | Jean-Pierre Raffarin (2002–2005)   |                    |                    |
|                                              | Pascal Clemens                               | Pascal Clemens (1945)                        | 31 mei 2005                 | 16 mei 2007       | UMP           | Dominique de Villepin (2005–2007)  | de Villepin        |                    |
|                                              | Rachida Dati                                 | Rachida Dati (1965)                          | 16 mei 2007                 | 23 juni 2009      | UMP           | François Fillon (2007–2012)        | Fillon I           |                    |
| Fillon II                                    | Rachida Dati                                 | Rachida Dati (1965)                          | 16 mei 2007                 | 23 juni 2009      | UMP           | François Fillon (2007–2012)        |                    |                    |
|                                              | Michele Alliot-Marie                         | Michele Alliot-Marie (1946)                  | 23 juni 2009                | 14 november 2010  | UMP           | François Fillon (2007–2012)        | Minister van Staat |                    |
|                                              | Michel Mercier                               | Michel Mercier (1947)                        | 14 november 2010            | 15 mei 2012       | O (MoDem)     | François Fillon (2007–2012)        | Fillon III         |                    |
|                                              | Christiane Taubira                           | Christiane Taubira (1952)                    | 15 mei 2012                 | 26 januari 2016   | WW            | Jean-Marc Ayrault (2012–2014)      | Ayrault I          |                    |
| Ayrault II                                   | Christiane Taubira                           | Christiane Taubira (1952)                    | 15 mei 2012                 | 26 januari 2016   | WW            | Jean-Marc Ayrault (2012–2014)      |                    |                    |
| Manuel Valls (2014–2016)                     | Christiane Taubira                           | Christiane Taubira (1952)                    | 15 mei 2012                 | 26 januari 2016   | WW            | Valls I                            |                    |                    |
| Manuel Valls (2014–2016)                     | Christiane Taubira                           | Christiane Taubira (1952)                    | 15 mei 2012                 | 26 januari 2016   | WW            | Valls II                           |                    |                    |
| Manuel Valls (2014–2016)                     |                                              | Jean-Jacques Urvoas                          | Jean- Jacques Urvoas (1959) | 26 januari 2016   | 14 mei 2017   | PS                                 |                    |                    |
| Bernard Cazeneuve (2016–2017)                | Cazeneuve                                    | Jean-Jacques Urvoas                          | Jean- Jacques Urvoas (1959) | 26 januari 2016   | 14 mei 2017   | PS                                 |                    |                    |
|                                              | François Bayrou                              | François Bayrou (1951)                       | 14 mei 2017                 | 20 juni 2017      | MoDem         | Édouard Philippe (2017–2020)       | Philippe I         | Minister van Staat |
|                                              | Nicole Belloubet                             | Nicole Belloubet (1955)                      | 20 juni 2017                | 3 juli 2020       | DVG           | Édouard Philippe (2017–2020)       | Philippe II        |                    |
|                                              | Éric Dupond-Moretti                          | Éric Dupond- Moretti (1961)                  | 3 juli 2020                 | 21 september 2024 | O             | Jean Castex (2020–2020)            | Castex             |                    |
| Élisabeth Borne (2022–2024)                  | Éric Dupond-Moretti                          | Éric Dupond- Moretti (1961)                  | 3 juli 2020                 | 21 september 2024 | O             | Borne I                            |                    |                    |
| Élisabeth Borne (2022–2024)                  | Éric Dupond-Moretti                          | Éric Dupond- Moretti (1961)                  | 3 juli 2020                 | 21 september 2024 | O             | Borne II                           |                    |                    |
| Gabriel Attal (2024)                         | Éric Dupond-Moretti                          | Éric Dupond- Moretti (1961)                  | 3 juli 2020                 | 21 september 2024 | O             | Attal                              |                    |                    |
|                                              | Didier Migaud                                | Didier Migaud (1952)                         | 21 september 2024           | heden             | DVG           | Michel Barnier (2024–heden)        | Barnier            |                    |